# Олександр Карл Ваза
Олександр Карл Ва́за (пол. Aleksander Karol Waza; 14 листопада 1614 в Варшаві, — 19 листопада 1634 року в Велько під Варшавою) — польський принц, сьомий і молодший син короля Сигмунта III Ваза, і п'ятий від другої дружини Констанції Габсбург. 

Ваза (династія)

## Біографія
Він був хрещений 4 січня 1615 року. На відміну від своїх братів, йому з легкостю подобалися контактувати з людьми,швидко ішов на розмову,через це він нагадував свого зведеного брата Владислава. Олександр був також артистично талановит: як і його батько, вмів малювати, він також навчився співати. Його вчителем співу був музикант і єзуїт Шимон Берент, який супроводжував принца в його подорожі до Італії (липень 1633 р — липень 1634 г.).
Під час свого перебування у Львові він заразився віспою від свого брата Яна Казимира. Ця хвороба була причиною смерті принца, який помер на фермі в Велько, розташованої в 14 кілометрів від Варшави. Він був похований 7 лютого 1635 року в Кракові.